# Vladimír Čilo
Vladimír Čilo (10. června 1957 – 20. srpna 1998) byl slovenský fotbalista, záložník.

## Fotbalová kariéra
V československé lize hrál za ZVL Žilina. V československé lize nastoupil v 54 utkáních. Dále hrál za ZZO Čadca.

## Ligová bilance
| Ročník                                      | Zápasy | Góly | Klub       |
| ------------------------------------------- | ------ | ---- | ---------- |
| 1. československá fotbalová liga 1983/84    | 26     | 0    | ZVL Žilina |
| 1. československá fotbalová liga 1984/85    | 28     | 0    | ZVL Žilina |
| 1. slovenská národní fotbalová liga 1986/87 | 26     | 6    | ZZO Čadca  |
| 1. slovenská národní fotbalová liga 1987/88 | 20     | 3    | ZZO Čadca  |
| 1. slovenská národní fotbalová liga 1988/89 | 25     | 3    | ZZO Čadca  |
| CELKEM                                      | 125    | 15   |            |